# 片石山房
片石山房位于江苏省扬州市城南花园巷、何园（寄啸山庄）内的东南部，别称双槐园，是一座规模较小的中式古典园林。由于与何园毗邻，后人将片石山房小园与何园打通。

## 历史沿革
片石山房为清朝吴氏的宅第。关于片石山房最早最原始的记载，出自笔记《花间笑语》的第五卷。
光绪九年（1883年），何园的宅主买下了吴氏的片石山房旧址，并将它扩入了何园之中。中华民国时期，何园败落，后裔卖出何园，只保留了片石山房以东的地区，并开辟了直接通往花园巷的门。据钱泳《履园丛话》记载，山房“后为一媒婆所得，以开面馆，兼为卖戏之所，改造大厅房，仿佛京师前门外戏园式样，俗不可耐矣”。

## 保护与修复
1989年扬州市人民政府决定重修片石山房。

### 资料与蓝本
《履园丛话》、《江都县续志》、《扬州府志》等史料都有对片石山房的记载。此外，当代的何芷之孙何适齐在92岁（1984年）时写下来“记扬州园林片石山房”一文。根据这些资料，可以推断：
- 修复前的片石山房所在地与史书记载的所在地相符，即城南花园巷、寄啸山庄东南部。
- 片石山房是园名，

## 结构与手法评析
片石山房的中心是“山水”，“山水”的结合又以山为主。山水、草木和建筑相互交错，联成一体，体现了中国古典园林的审美与造景，在扬州园林中开“以叠石取胜”之先河。

## 相关分析
片石山房的假山相传为清初画家石涛所叠，采用了下屋上峰的处理手法。扬州石涛所叠的假山，共万石园和片石山房两处。前者史料记载很多，但已于乾隆年间废毁；而现在的片石山房是否为石涛的“人间孤本”，尚待定论，不过同意“人间孤本”之说的文献相对较多，属于主流意见。
陈从周《扬州片石山房——石涛叠石作品》于1962年发表，认为片石山房就是石涛所作。这一说法取得了许多学者的认同。丁曲认为，从假山的堆叠手法和钱泳《履园丛话》来看，片石山房确实是“人间孤本”。陶济论文《石涛与扬州片石山房》、孙传余书籍《园亭掠影：扬州名园》等同样赞同“人间孤本”之说。然而，怀疑的声音也陆续提出。2001年，扬州文化学者韦明铧撰文《“片石山房”是石涛手笔么》；2007年曹汛发表万字长篇《石涛叠山“人间孤品”，一个媕浅而粗疏的园林童话》并产生了一定的影响。张家骥在《中国园林艺术大辞典》种却认为山房已经有上百年的历史，“易主改造、修葺、重建不知几许”，因此“何以能妄断为石涛叠山的‘人间孤本’”。《学林漫录》同样不认同“人间孤本”之说。徐良和李金宇的论文则驳回了不认同的说法。

## 延伸阅读
- 徐亮、李金宇. . 中国园林. 2014, (8): 116-119  [2017-08-04]. ISSN 1000-6664. （原始内容存档于2017-08-05）.